# Swamp Women
Swamp Women é um filme de suspense americano de 1956, dirigido por Roger Corman.

## Elenco
- Marie Windsor...Josie
- Carole Mathews...Lee
- Beverly Garland...Vera
- Mike Connors...Bob
- Jill Jarmyn...Billie
- Susan Cummings...Marie
- Ed Nelson...Police Sergeant